# Lätt flugvikt i fristil i brottning vid olympiska sommarspelen 1988
Herrarnas brottningsturnering i fristil i viktklassen lätt flugvikt vid olympiska sommarspelen 1988 avgjordes i Seongnam i Sangmu Gymnasium. 

## Medaljörer
| Klass         | Guld                      | Silver                  | Brons                              |
| Lätt flugvikt | Takashi Kobayashi · Japan | Ivan Tzonov · Bulgarien | Sergei Karamchakov · Sovjetunionen |

## Resultat
- TO — Vinst genom fall
- SP — Vinst genom överlägsenhet, 12-14 poängs skillnad, förloraren med poäng
- SO — Vinst genom överlägsenhet, 12-14 poängs skillnad, förloraren utan poäng
- ST — Vinst genom teknisk överlägsenhet, 15 poäng skillnad
- PP — Vinst genom poäng, förloraren med tekniska poäng
- PO — Vinst genom poäng, förloraren utan tekniska poäng
- PA — Vinst genom att motståndaren skadas
- DQ — Vinst genom förverkande
- D2 — Båda brottarna diskvalificerade på grund av passivitet  (0-0 poäng)
- DNA — Dök inte upp
- L — Förluster
- ER — Elimineringsrunda
- CP — Klassificeringspoäng
- TP — Tekniska poäng

- PA — Vinst genom att motståndaren skadats

### Elimineringsrunda

#### Pool A
| L        |                                   | CP       | TP       |                                   | L        |          |
| Omgång 1 | Omgång 1                          | Omgång 1 | Omgång 1 | Omgång 1                          | Omgång 1 | Omgång 1 |
| -------- | --------------------------------- | -------- | -------- | --------------------------------- | -------- | -------- |
| 0        | Reiner Heugabel (FRG)             | 4-0 TF   | 3:52     | Tümendembereliin Sükhbaatar (MGL) | 1        |          |
| 1        | Liang Dejin (CHN)                 | 1-3 PP   | 7-13     | Rajesh Kumar (IND)                | 0        |          |
| 0        | Mohammad Razigul (AFG)            | 3-1 PP   | 12-3     | Suryadi Gunawan (INA)             | 1        |          |
| 0        | Sergei Karamchakov (URS)          | 3-1 PP   | 7-1      | Ivan Tzonov (BUL)                 | 1        |          |
| 0        | Volker Anger (GDR)                | 3-1 PP   | 14-5     | Hour Jiunn-Yih (TPE)              | 1        |          |
| Omgång 2 |                                   |          |          |                                   |          |          |
| 0        | Reiner Heugabel (FRG)             | 4-0 TF   | 2:55     | Liang Dejin (CHN)                 | 2        |          |
| 2        | Tümendembereliin Sükhbaatar (MGL) | 1-3 PP   | 6-7      | Rajesh Kumar (IND)                | 0        |          |
| 1        | Mohammad Razigul (AFG)            | 1-3 PP   | 2-12     | Sergei Karamchakov (URS)          | 0        |          |
| 2        | Suryadi Gunawan (INA)             | 1-3 PP   | 4-10     | Volker Anger (GDR)                | 0        |          |
| 1        | Ivan Tzonov (BUL)                 | 4-0 ST   | 19-3     | Hour Jiunn-Yih (TPE)              | 2        |          |
| Omgång 3 |                                   |          |          |                                   |          |          |
| 0        | Reiner Heugabel (FRG)             | 3.5-0 SO | 12-0     | Rajesh Kumar (IND)                | 1        |          |
| 2        | Mohammad Razigul (AFG)            | 1-3 PP   | 3-10     | Ivan Tzonov (BUL)                 | 1        |          |
| 0        | Sergei Karamchakov (URS)          | 3-0 PO   | 2-0      | Volker Anger (GDR)                | 1        |          |
| Omgång 4 |                                   |          |          |                                   |          |          |
| 0        | Reiner Heugabel (FRG)             | 2-0 P0   | 5:01     | Sergei Karamchakov (URS)          | 1        |          |
| 2        | Rajesh Kumar (IND)                | 1-3 PP   | 8-11     | Ivan Tzonov (BUL)                 | 1        |          |
| 1        | Volker Anger (GDR)                |          |          | Bye                               |          |          |
| Omgång 5 |                                   |          |          |                                   |          |          |
| 2        | Volker Anger (GDR)                | 0-3 P1   | 4:28     | Reiner Heugabel (FRG)             | 0        |          |
| 1        | Sergei Karamchakov (URS)          |          |          | Bye                               |          |          |
| 1        | Ivan Tzonov (BUL)                 |          |          | Bye                               |          |          |
| Omgång 6 |                                   |          |          |                                   |          |          |
| 1        | Ivan Tzonov (BUL)                 | 3-0 PO   | 3-0      | Reiner Heugabel (FRG)             | 1        |          |
| 1        | Sergei Karamchakov (URS)          |          |          | Bye                               |          |          |

| Brottare                          | L | ER | CP   | Tiebreaker |
| --------------------------------- | - | -- | ---- | ---------- |
| Ivan Tzonov (BUL)                 | 1 | -  | 14   | 4          |
| Sergei Karamchakov (URS)          | 1 | -  | 9    | 3          |
| Reiner Heugabel (FRG)             | 1 | -  | 16.5 | 2          |
| Volker Anger (GDR)                | 2 | 5  | 6    |            |
| Rajesh Kumar (IND)                | 2 | 4  | 7    |            |
| Mohammad Razigul (AFG)            | 2 | 3  | 5    |            |
| Suryadi Gunawan (INA)             | 2 | 2  | 2    |            |
| Hour Jiunn-Yih (TPE)              | 2 | 2  | 1    |            |
| Liang Dejin (CHN)                 | 2 | 2  | 1    |            |
| Tümendembereliin Sükhbaatar (MGL) | 2 | 2  | 1    |            |

#### Pool B
| L        |                           | CP        | TP       |                         | L        |          |
| Omgång 1 | Omgång 1                  | Omgång 1  | Omgång 1 | Omgång 1                | Omgång 1 | Omgång 1 |
| -------- | ------------------------- | --------- | -------- | ----------------------- | -------- | -------- |
| 1        | Alfredo Marcuño (ESP)     | 0-4 ST    | 0-16     | Tim Vanni (USA)         | 0        |          |
| 1        | Lee Sang-Ho (KOR)         | 0-4 PA    | 0:44     | Takashi Kobayashi (JPN) | 0        |          |
| 0        | Nasser Zeinalnia (IRI)    | 4-0 ST    | 17-0     | William Delgado (COL)   | 1        |          |
| 0        | llyas Şükrüoğlu (TUR)     | 3-1 PP    | 8-1      | Amos Ojo Adekunle (NGR) | 1        |          |
| 0        | Mohamed El-Messouti (SYR) |           |          | Bye                     |          |          |
| Omgång 2 |                           |           |          |                         |          |          |
| 0        | Mohamed El-Messouti (SYR) | 3-1 PP    | 10-3     | Alfredo Marcuño (ESP)   | 2        |          |
| 1        | Tim Vanni (USA)           | 0-4 TF    | 1:48     | Takashi Kobayashi (JPN) | 0        |          |
| 0        | Nasser Zeinalnia (IRI)    | 3-1 PP    | 4-3      | llyas Şükrüoğlu (TUR)   | 1        |          |
| 1        | William Delgado (COL)     | 3-1 PP    | 8-6      | Amos Ojo Adekunle (NGR) | 2        |          |
| 1        | Lee Sang-Ho (KOR)         |           |          | DNA                     |          |          |
| Omgång 3 |                           |           |          |                         |          |          |
| 1        | Mohamed El-Messouti (SYR) | .5-3.5 SP | 1-13     | Tim Vanni (USA)         | 1        |          |
| 0        | Takashi Kobayashi (JPN)   | 4-0 TF    | 3:23     | Nasser Zeinalnia (IRI)  | 1        |          |
| 2        | William Delgado (COL)     | 1-3 PP    | 6-9      | llyas Şükrüoğlu (TUR)   | 1        |          |
| Omgång 4 |                           |           |          |                         |          |          |
| 2        | Mohamed El-Messouti (SYR) | 0-4 ST    | 0-15     | Takashi Kobayashi (JPN) | 0        |          |
| 1        | Tim Vanni (USA)           | 4-0 TF    | 4:25     | Nasser Zeinalnia (IRI)  | 2        |          |
| 1        | llyas Şükrüoğlu (TUR)     |           |          | Bye                     |          |          |
| Omgång 5 |                           |           |          |                         |          |          |
| 2        | llyas Şükrüoğlu (TUR)     | 1-3 PP    | 3-5      | Tim Vanni (USA)         | 1        |          |
| 0        | Takashi Kobayashi (JPN)   |           |          | Bye                     |          |          |
| Omgång 6 |                           |           |          |                         |          |          |
| 0        | Takashi Kobayashi (JPN)   | 3-1 PP    | 6-5      | llyas Şükrüoğlu (TUR)   | 3        |          |
| 1        | Tim Vanni (USA)           |           |          | Bye                     |          |          |

| Brottare                  | L | ER | CP   |
| ------------------------- | - | -- | ---- |
| Takashi Kobayashi (JPN)   | 0 | -  | 19   |
| Tim Vanni (USA)           | 1 | -  | 14.5 |
| llyas Şükrüoğlu (TUR)     | 3 | 6  | 9    |
| Nasser Zeinalnia (IRI)    | 2 | 4  | 7    |
| Mohamed El-Messouti (SYR) | 2 | 4  | 3.5  |
| William Delgado (COL)     | 2 | 3  | 4    |
| Amos Ojo Adekunle (NGR)   | 2 | 2  | 2    |
| Alfredo Marcuño (ESP)     | 2 | 2  | 1    |
| Lee Sang-Ho (KOR)         | 1 | 1  | 0    |

### Slutkamper
|                          | CP        | TP        |                         |           |
| 7:e plats                | 7:e plats | 7:e plats | 7:e plats               | 7:e plats |
| ------------------------ | --------- | --------- | ----------------------- | --------- |
| Volker Anger (GDR)       | 4-0 DQ    |           | Nasser Zeinalnia (IRI)  |           |
| 5:e plats                |           |           |                         |           |
| Reiner Heugabel (FRG)    | 3-0 P1    | 4:27      | llyas Şükrüoğlu (TUR)   |           |
| Bronsmatch               |           |           |                         |           |
| Sergei Karamchakov (URS) | 3-1 PP    | 3-1       | Tim Vanni (USA)         |           |
| Final                    |           |           |                         |           |
| Ivan Tzonov (BUL)        | .5-3.5 SP | 4-16      | Takashi Kobayashi (JPN) |           |